# انكام (أسكجور)
انكام هو دُوَّار يقع بجماعة فزواطة، إقليم زاكورة، جهة درعة تافيلالت في المملكة المغربية. ينتمي الدوّار لمشيخة أسكجور التي تضم 3 دواوير. يقدر عدد سكانه بـ 793 نسمة حسب الإحصاء الرسمي للسكان والسكنى لسنة 2004.

## روابط خارجية
- البوابة الوطنية للجماعات الترابية
- المندوبية السامية للتخطيط